# Paranemastoma mackenseni
Paranemastoma mackenseni is een hooiwagen uit de familie aardhooiwagens (Nemastomatidae). De originele naamcombinatie (protoniem) was Nemastoma mackenseni Roewer, 1951. Een volgende naamrecombinatie werd gepubliceerd als Paranemastoma mackenseni (Roewer, 1951) in Schönhofer 2013.